# Wojciech Ryczek
Wojciech Ryczek – polski florecista, medalista mistrzostw Europy z 1991 r. oraz wielokrotny medalista Polski, instruktor pływania i kulturystyki, trener szermierki na wózkach. 